# Kozcağız, Domaniç
Kozcağız là một xã thuộc huyện Domaniç, tỉnh Kütahya, Thổ Nhĩ Kỳ. Dân số thời điểm năm 2008 là 136 người.